# Leichtathletik-Weltmeisterschaften 2013/Teilnehmer (Sierra Leone)
| Gelbes Symbol für Goldmedaillen mit stilisierten Olympischen Ringen | Graues Symbol für Silbermedaillen mit stilisierten Olympischen Ringen | Braundes Symbol für Bronzemedaillen mit stilisierten Olympischen Ringen |
| ------------------------------------------------------------------- | --------------------------------------------------------------------- | ----------------------------------------------------------------------- |
| —                                                                   | —                                                                     | —                                                                       |

Der Leichtathletik-Verband aus Sierra Leone stellte einen Teilnehmer bei den Leichtathletik-Weltmeisterschaften 2013 in der russischen Hauptstadt Moskau, der jedoch nicht zum Wettbewerb antrat.

## Ergebnisse

### Männer

#### Laufdisziplinen
| Athlet           | Disziplin | Vorlauf | Vorlauf | Halbfinale | Halbfinale | Finale | Finale |
| Athlet           | Disziplin | Zeit    | Platz   | Zeit       | Platz      | Zeit   | Platz  |
| ---------------- | --------- | ------- | ------- | ---------- | ---------- | ------ | ------ |
| Solomon Bokarija | 200 m     | DNS     | DNS     | –––        | –––        | –––    | –––    |